# ゴースト・ストーリーズ 英国幽霊奇談
『ゴースト・ストーリーズ 英国幽霊奇談』（ゴースト・ストーリーズ えいこくゆうれいきだん、英: Ghost Stories）は、2017年のイギリスのホラー映画。2010年初演のアンディ・ナイマンとジェレミー・ダイソンによる同名舞台劇を原作とし、ナイマンとダイソンが自ら監督・脚本を手掛けている。ナイマンは舞台劇でも演じたグッドマン教授を再演し、その他ポール・ホワイトハウス、アレックス・ロウザー、マーティン・フリーマンが共演した。
2017年10月5日にロンドン映画祭で初上映され、イギリスでは2018年4月6日にライオンズゲート・フィルムズ配給で封切られた。日本ではトランスフォーマーが配給を担当し、2018年7月21日に公開された。

## ストーリー
1979年、フィリップ・グッドマンは、厳格なユダヤ教徒の父が、南アジア系の男性とデートした自身の姉を勘当するのを目撃する。大人になったグッドマンは、家族離散の原因は父の信仰だと考えており、独身で孤独な生活を送っている。彼はまた、自分たち家族の二の舞は踏ませないと、にせ霊能力を暴くテレビ番組を生きがいとする有名教授でもある。ある日グッドマンは、子どもの頃影響を受けた1970年代の有名超常現象研究家、チャールズ・キャメロンから招待を受ける。彼はキャリア極期に突然失踪し数十年行方知れずで、現在では病気を抱えながらひとりキャンピングカーの中で貧乏暮らしをしていた。キャメロンは、自身の引退・失踪の原因だとして、本当の超常現象に見える3つの事件をグッドマンに提示し、自らの結論を否定してほしいと頼み込む。
最初の事件は元夜間警備員のトニー・マシューズのもので、彼は妻を早くに癌で亡くし、また閉じこめ症候群と闘う娘を見舞っていないことを悔いていた。彼は使われなくなった女性用精神病院で、少女の霊を目撃したと述べる。マシューズが話を打ち明けた神父に、家族を大事にするよう言われたグッドマンは、老人ホームに入所している父を見舞う。2件目はオカルトマニアのティーン・エイジャー、サイモン・リフキンドで、大学受験失敗を機に両親との関係が悪化している。彼は林の中を無免許運転中に人をはね、ひき逃げしようとしたところで悪魔に襲われる。グッドマンはリフキンド家で、見覚えのある隧道の写真を見つける。グッドマンは不安を感じつつも、どちらの事件も彼らの脳が見たい物を見ただけなのだと言い聞かせる。ところが、リフキンドの事件を調査しに行った林で、彼は自分の車の中にドッペルゲンガーを見る。3件目はシティで働く金融業者のマイク・プリドルで、妊娠中の妻を病院に送り届けた後、自宅でポルターガイストに遭遇する。プリドルは自宅で妻の幽霊に襲われ、グッドマンには妻が異形（）の子どもを産んで亡くなったと仄めかす。プリドルはグッドマンの前でショットガンを用いて自殺するが、グッドマンはその直前に、パーカーのフードを被った幽霊を目撃する。
グッドマンはキャメロンの元へ戻るが、キャメロンはラテックスのフェイスマスクを剥ぎ取り、死んだはずのプリドルだったことを明かす。グッドマンは当初、自分はよくできた詐欺に引っかかったのだと思うが、プリドルがキャンピングカーの壁を破ってドアを露わにしたことで、現実は崩壊する。プリドルはグッドマンを子ども時代に連れ戻し、2人のいじめっ子が知的障害を持つ同級生キャラハンを唆して下水道へ入らせ、彼が水道内で喘息発作を起こして亡くなったシーンを見せる。グッドマンは、自分が傍観していてキャラハンを助けなかったことを生涯にわたって悔いていた。下水道の前から逃げ出したグッドマンの前に、腐敗したキャラハンが現れ、グッドマンを病院のベッドへと追いやり、自身の指を彼の口にくわえさせる。
現実世界のグッドマンは、閉じこめ症候群になり気管挿管されている。研修医のリフキンドと指導医のプリドルの会話から、グッドマンは自絞死に失敗してこの病院にいることが分かり、プリドルは「ショットガン自殺の方が楽だったのに」と呟く。その後マシューズが掃除のため病室に入り、今までの物語は、グッドマンの病室や医療スタッフから連想されたものだと分かる。

## キャスト
※括弧内は日本語吹替
- フィリップ・グッドマン教授: アンディ・ナイマン（菊池康弘[9]）
- マイク・プリドル / チャールズ・キャメロン: マーティン・フリーマン（森川智之[10][9]）
- サイモン・リフキンド: アレックス・ロウザー（英語版）（松本梨香[9]）
- トニー・マシューズ: ポール・ホワイトハウス（西垣俊作[9]）
- マーク・ヴァン・リース: ニコラス・バーンズ（英語版）
- ペギー・ヴァン・リース: ジル・ハーフペニー（英語版）
- エメリー神父: コブナ・ホールドブルック＝スミス（英語版）
- グッドマン氏: ダニエル・ヒル（英語版） - グッドマン教授の父。
- エスター・グッドマン: エイミー・ドイル - グッドマン教授の姉。
- エスターの彼氏: ラムザン・ミアー
- ウーリー: ポール・ウォレン（英語版）

また監督のジェレミー・ダイソンが、フィリップのバル・ミツワーでDJとしてカメオ出演している。日本語吹替キャストとしては他にも、高宮彩織（少年時代のグッドマン）、伊藤聖将（キャラハン）、越後屋コースケ（フリーア）、比嘉良介（パリー）、小林明日香（ステフ）、高橋雛子（ベス）が参加した。

## 製作
元々この作品は、アンディ・ナイマンとジェレミー・ダイソンが脚本を務めた、同名の舞台作品を原作にしている。作品は2010年2月からリヴァプール・プレイハウスで上演され、その後リリック・ハマースミスの興行収入記録を更新するなどロンドンの数劇場で成功を収め、更に世界ツアーとしてトロント・モスクワ・シドニーなどでも上演された。上演の際には、16歳以上向けの作品で神経質な観客には不向きだと明示され、『バラエティ』誌のレビューでは、「臆病な人は、観劇中ひっきりなしに恐怖の発作に襲われることになるだろう」とされたほどだった。ナイマンはこの舞台版でもグッドマン教授役を演じたが、これは共同監督を務めたショーン・ホームズの提案によるものだった。
2016年2月には、マーティン・フリーマンとジョージ・マッケイがこの舞台の映画化作品に出演するようだと報じられた。2週間後には、ライオンズゲートがイギリス国内の配給権を獲得し、同年9月に主要撮影が始まる見込みだと発表された。2016年8月、ナイマンとダイソンはロンドン・フライトフェスト映画祭でティーザーを発表し、この席で同年10月に撮影が開始されることが分かった。ふたりは映画化に当たって「純然たるイギリスのDNA」を求めており、アメリカの映画会社からの誘いを断った上で、それを実現できる製作会社としてワープ・フィルムズを選んだという。
ナイマンとダイソンは、映画と原作舞台にはいくつか差異があり、削られたシーンも追加されたシーンもあると語っている。舞台版では、グッドマンが自身の経験した未解決事件を語る講義形式だったが、これはグッドマンの憧れだった超常現象研究家のキャメロンから提示される形に変更された。これは、ナイマンがダイソンに言った、「もしもスタンリー・キューブリックから手紙が来て、世間に死んだと思われているが話したいことがある、と言われたらどうするだろう」というアイデアを基にしている。ふたりは舞台版を映画というフォーマットに沿うよう書き換えることを望み、18ヶ月かけて作業を行った。
撮影はヨークシャーで5週間行われた。ダイソンの家の裏庭も使用されたが、彼によればこれは上演中リリック・ハマースミスの近所に住んでいたナイマンへの意趣返しだったという。撮影の際には、CGIの使用を避け、ポルターガイスト現象などは全て実写で撮影された。作中の3事件の発生時刻は3時45分に揃えられた。
マイク・プリドル役には、ナイマンから直前に『アイヒマン・ショー/歴史を映した男たち』で共演したマーティン・フリーマンが推挙された。フリーマンは脚本を受け取った際に、ナイマンとダイソンから1972年の映画『探偵スルース』に似た要素があると聞かされたという。フリーマンは特殊メイクをしてキャメロン役も演じたが、アクセントや役名を変えて演じている際、自分が探されているのが面白かったと回想している。ナイマンは、フリーマンやトニー・マシューズ役のポール・ホワイトハウスなどコメディ作品の経験豊富な俳優を配置したことについて、笑いもありつつすぐに転換するような、繊細なバランス感覚が好みだったためと答えている。ロウザーとホワイトハウスの配役は、いずれも脚本陣の第1希望であった。キャストはそのほとんどが男性で構成されたが、ナイマンは男性の自殺という問題に触れたことが遠因だとしている。

## 封切り
作品は2017年10月のロンドン映画祭でワールド・プレミアを迎えた。これに先立つ8月には、『タイム・アウト・ロンドン』で「2017年のロンドン映画祭で観るべき映画」第10位に選ばれた。ロンドン映画祭後、配給を担当したライオンズゲートは、作品を2018年4月13日に劇場公開すると発表した。2017年10月末には、ライオンズゲートから3件の事件を題材にしたティーザー広告が発表された。第1弾トレイラーは2018年1月に公開された。2018年3月には、ロンドンで行われたサウス・バイ・サウスウェストフェスティバルでも上映された。その後イギリスでの公開日は1週間早い2018年4月6日に繰り上げられ、レイティングは15歳未満の観賞を禁止する「15」となった。公開直前のエイプリルフールには、正規版との間違い探しとして特別ポスターが発表された。
日本では、2018年3月に、トランスフォーマー配給で2018年7月21日に公開されることが発表された。5月にはメイジャーから前売り券が販売された。6月には、『SHERLOCK（シャーロック）』などでマーティン・フリーマンの吹替を担当する森川智之がナレーションを務める日本版予告編が公開された。7月には、『SHERLOCK（シャーロック）』のコミカライズを担当するJay.によるスペシャルイラストが発表されたほか、フリーマン演じるプリドルをイメージしたコラボメニューも作られた。映倫によるレイティングは「PG12」となった。公開初日には、パンフレットにも寄稿した吉田悠軌を招いてトークショー付きの特別上映会が行われた。
2018年8月には、ナイマンとダイソンが出席して生でオーディオ・コメンタリーを付ける特別上映がロンドン・フライトフェスト映画祭で行われた。イギリス版のディスクは2018年8月27日に発売された。

## 作品の評価
映画評蓄積サイト・Rotten Tomatoesには94件のレビューが寄せられ、支持率は82%の「新鮮な」映画、平均得点は10点満点中7.2点となっている。クリティクス・コンセンサスでは、「よくできた、熟練の語り口のホラー・アンソロジーで、このジャンルの比喩を器用に使いこなし、少しばかりひどく恐ろしい急進展を加えた」とされた。Metacriticでは、27件のレビューに基づき100点満点中68点が付けられ、「概ね好意的な評価」("generally favorable reviews") を受けた。
『ガーディアン』のピーター・ブラッドショウは、5つ星中4つ星を付け、「1960年代のアミカス映画のような激しいイングランド伝統の中で、身の毛がよだつ超常現象を語るアンソロジー」と評した（ナイマン・ダイソンもアミカス映画からの影響を認めている）。『ザ・ステージ』のナターシャ・トリプニーは、リフキンドの登場する第2の事件が舞台同様薄弱だったとしたが、「大転換を迎えるのはこのジャンルでは使い古された手口だとはいえ、全ての点がひとつになって組み合わさる様子は、依然印象的だ」と述べた。
『ニューヨーク・タイムズ』では、「すぐに痛々しいほどゆっくりで不可解なほど切り詰められていると感じるが、この気持ちを何とかすると、そこまで怖くない話を繋げたこの粗雑で古臭い三部作は、映画ノスタルジーに対する素直な探究心の結果なのだ」と述べた。『ワシントン・ポスト』のマイケル・オサリヴァンは、4つ星中2.5個分を付け、「題名で言及されている幽霊とは、死者がこの世に残した心霊体ではない。むしろ、必要以上に現れては私たちを延々悩ませるような、記憶の永続性や、我々生者が既に成したこと——あるいは成さなかったこと——を想起させる」と述べた。Cinemarcheに寄稿した糸魚川悟は、「その調査の「道」の果てに、グッドマンの人生最大の「後悔」が浮き彫りになる終盤は、この作品が単なる「ホラー」の一言では片づけられない衝撃のラストを迎えることになり、「人間の内面」を深く描いた作品だと驚愕するほどでした」と述べた。